# Ahlden (Aller)
Ahlden er en kommune i Samtgemeinde Ahlden i Landkreis Heidekreis i den centrale del af den tyske delstat Niedersachsen. Kommunen har et areal på 25,83 km², og et indbyggertal på godt 1.500 mennesker (2013).

## Geografi
Ahlden ligger ved floden Aller mellem Celle og Verden midt turistregionen Aller-Leinedalen.
Ud over Ahlden ligger landsbyen Eilte i kommunen.
I Ahlden ligger vandborgen Schloss Ahlden, hvis historie går tilbage til midten af 1500-tallet. Slottet er i privateje.